# Saint-Lunaire
Saint-Lunaire (bretonisch: Sant-Luner) ist eine französische Gemeinde mit 2.647 Einwohnern (Stand: 1. Januar 2022) im Département Ille-et-Vilaine in der Region Bretagne. Sie gehört zum Arrondissement Saint-Malo und zum Kanton Saint-Malo-2. Die Einwohner werden Lunairien(ne)s genannt.

## Geographie
Saint-Lunaire liegt an der Smaragdküste etwa sieben Kilometer westlich von Saint-Malo.
Umgeben wird Saint-Lunaire von den Nachbargemeinden Dinard im Osten, Pleurtuit im Süden sowie Saint-Briac-sur-Mer im Westen.
Durch die Gemeinde führt die frühere Route nationale 786.

## Geschichte

### Bevölkerungsentwicklung
| Jahr                       | 1962 | 1968 | 1975 | 1982 | 1990 | 1999 | 2008 | 2020 |
| Einwohner                  | 1639 | 1578 | 1585 | 2020 | 2163 | 2250 | 2323 | 2500 |
| Quellen: Cassini und INSEE |      |      |      |      |      |      |      |      |

## Sehenswürdigkeiten
- Alte Kirche Saint-Lunaire aus dem 11. Jahrhundert mit romanischen, gotischen und klassischen Bauelementen, seit 1913 Monument historique, mit Calvaire aus dem 16. Jahrhundert (seit 1930 Monument historique)
- heutige katholische Kirche
- evangelische Kirche
- Pointe Le Décollé
- Rathaus
- Strandpromenade
- altes Grand-Hotel
- Grotte des Hirondelles, am Meer nördlich von Saint-Lunaire
- Grotte des Sirenes, am Meer nördlich von Saint-Lunaire

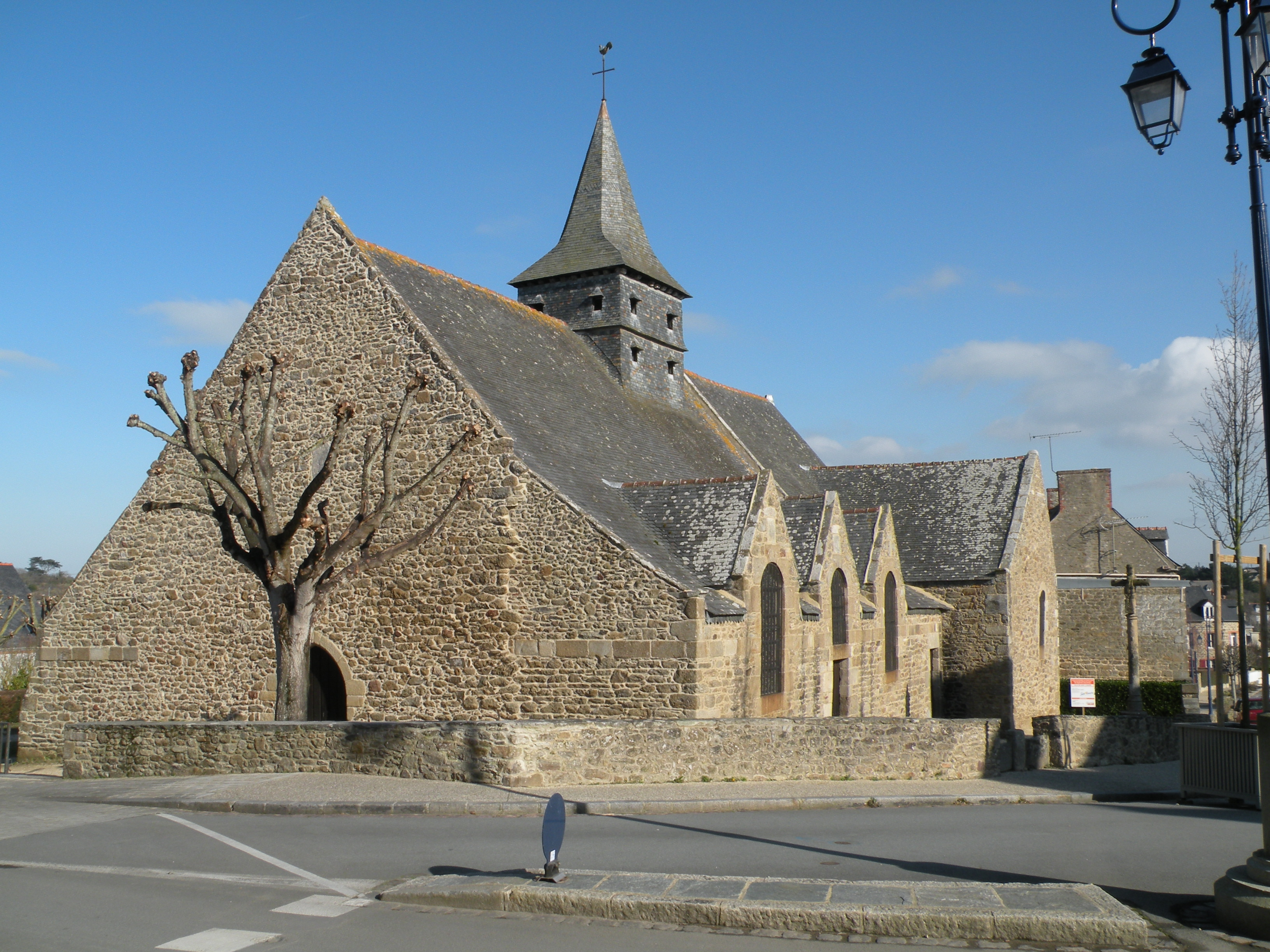
Alte Kirche
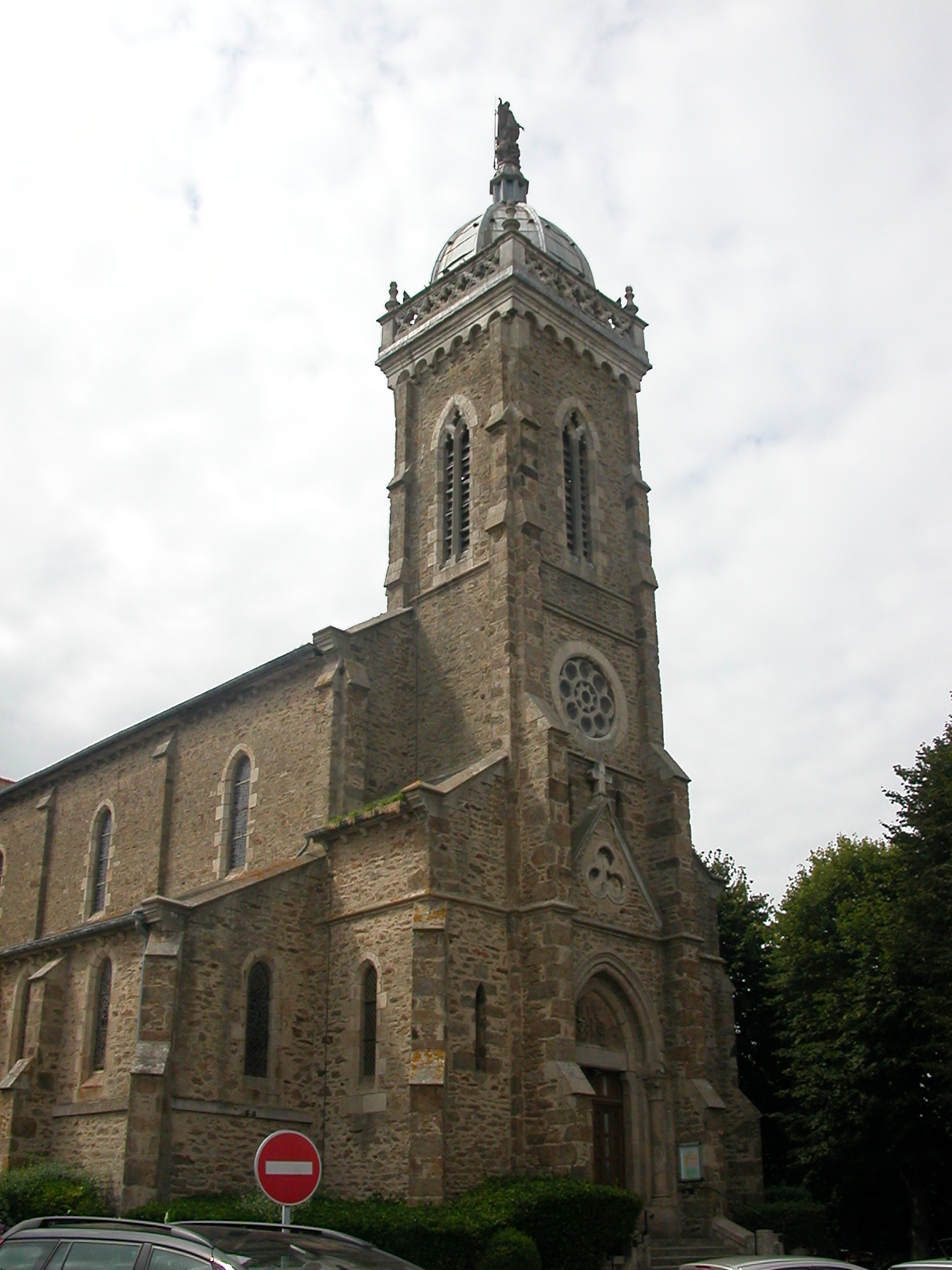
Katholische Kirche
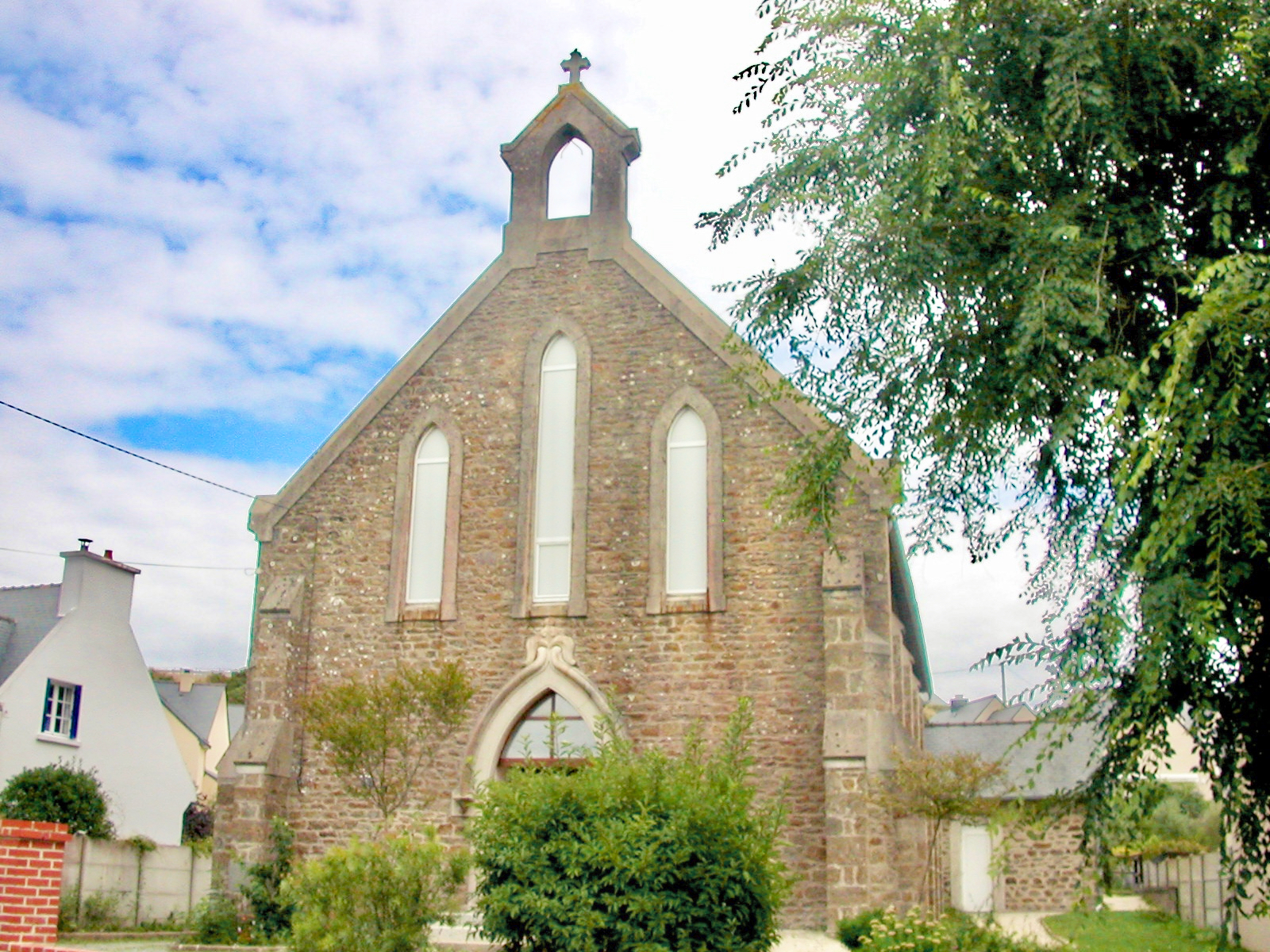
Evangelische Kirche
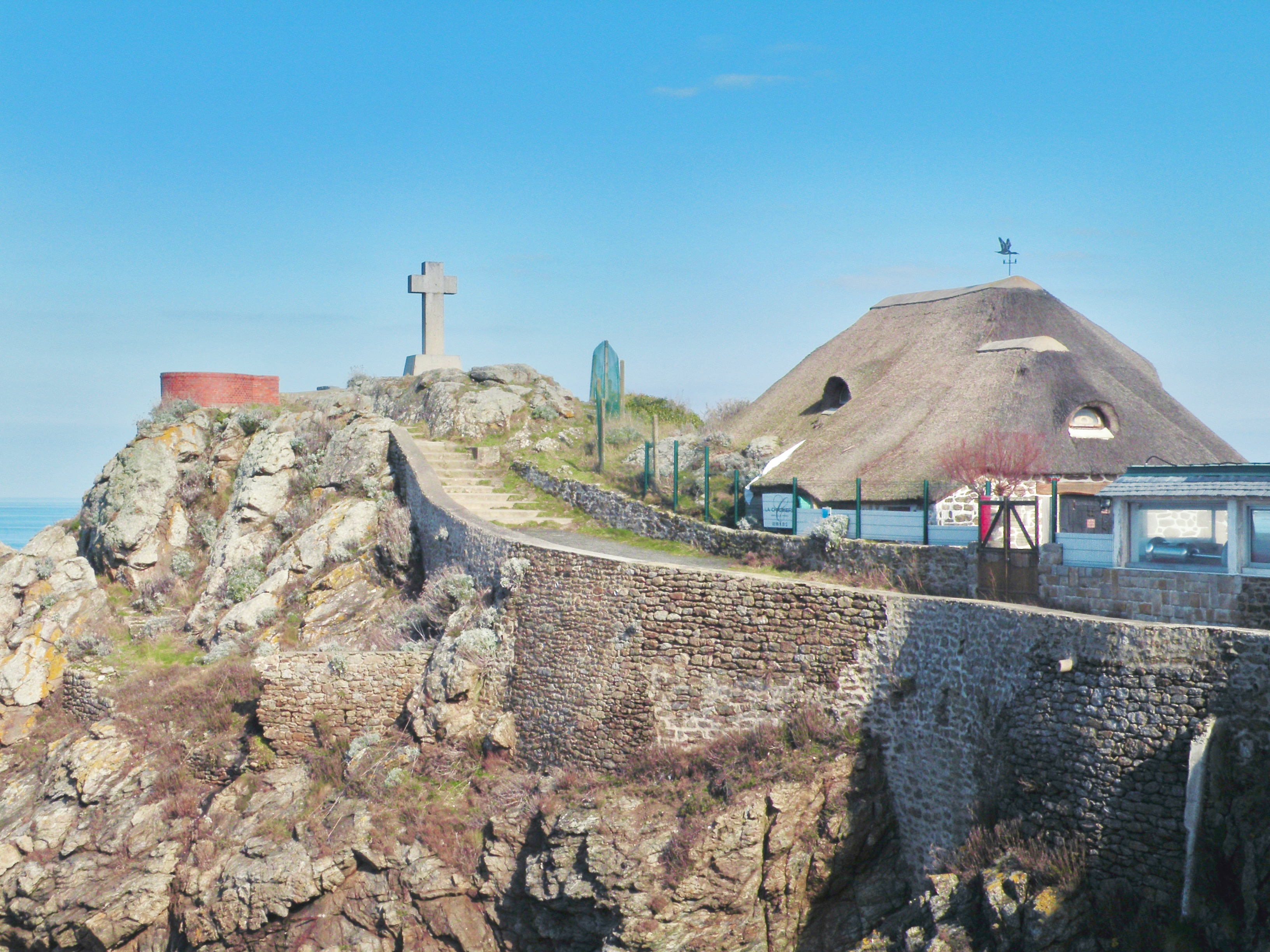
Pointe Le Décollé
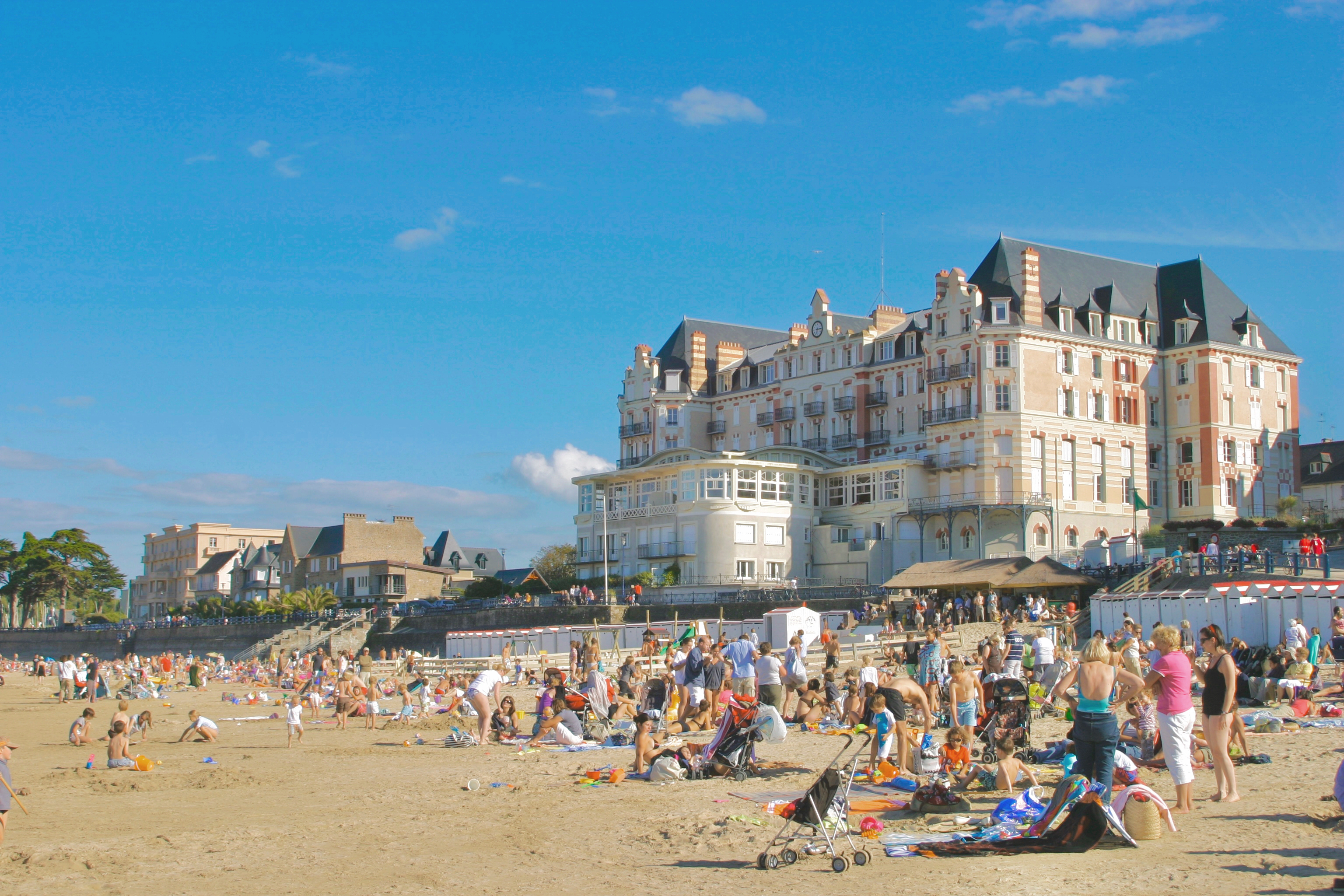
Altes Grand-Hotel
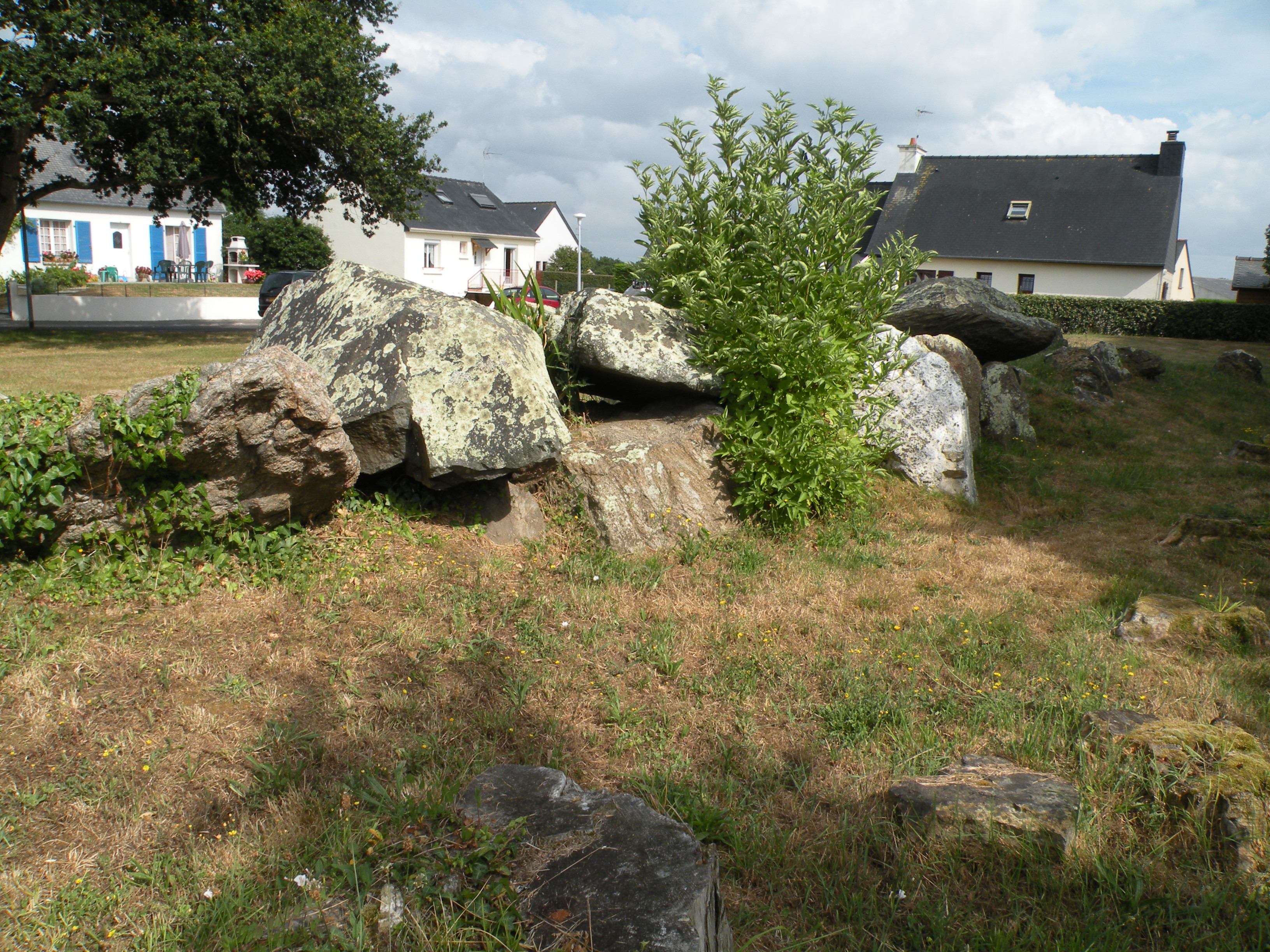
Dolmen Plate Roche
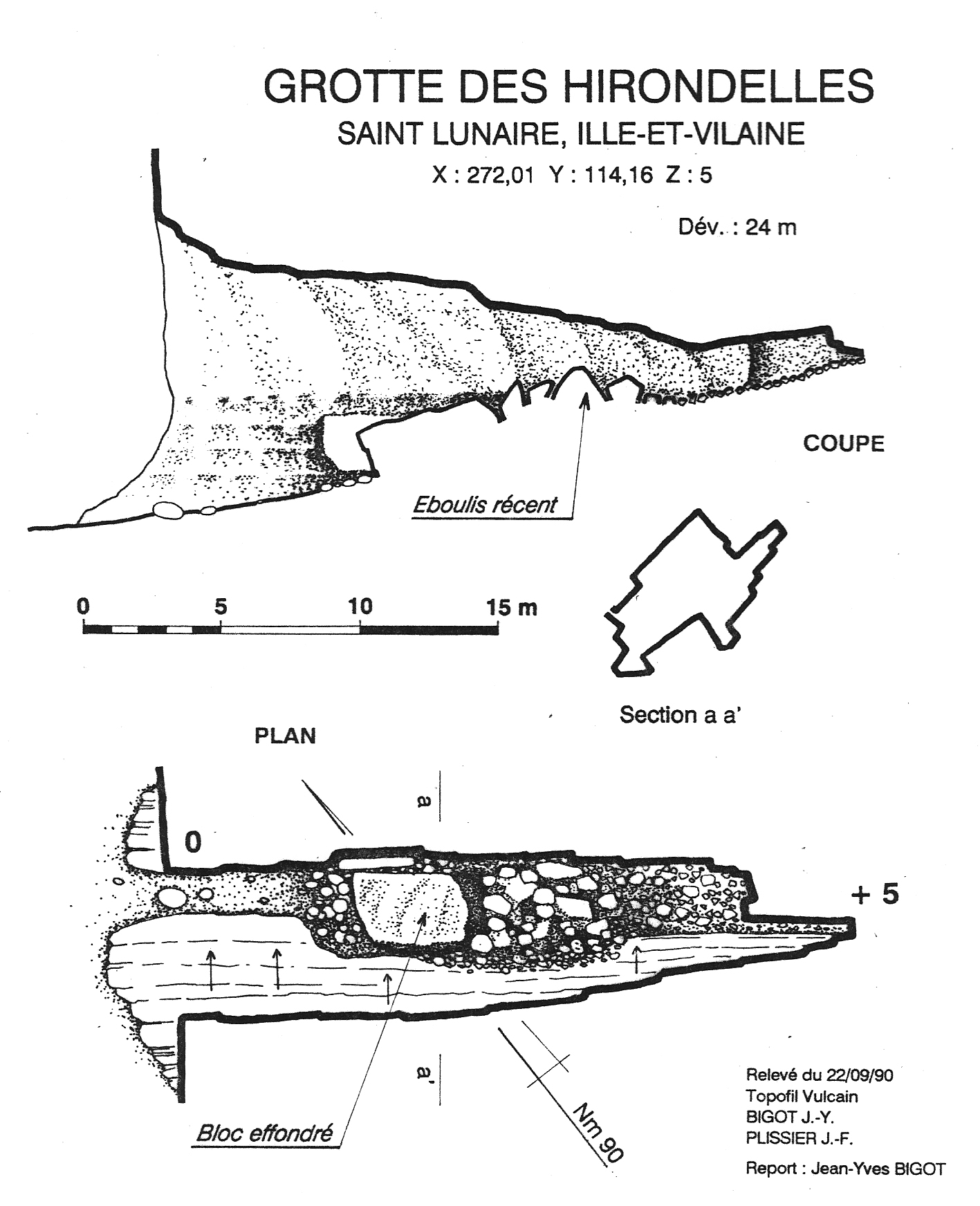
Grotte des Hirondelles
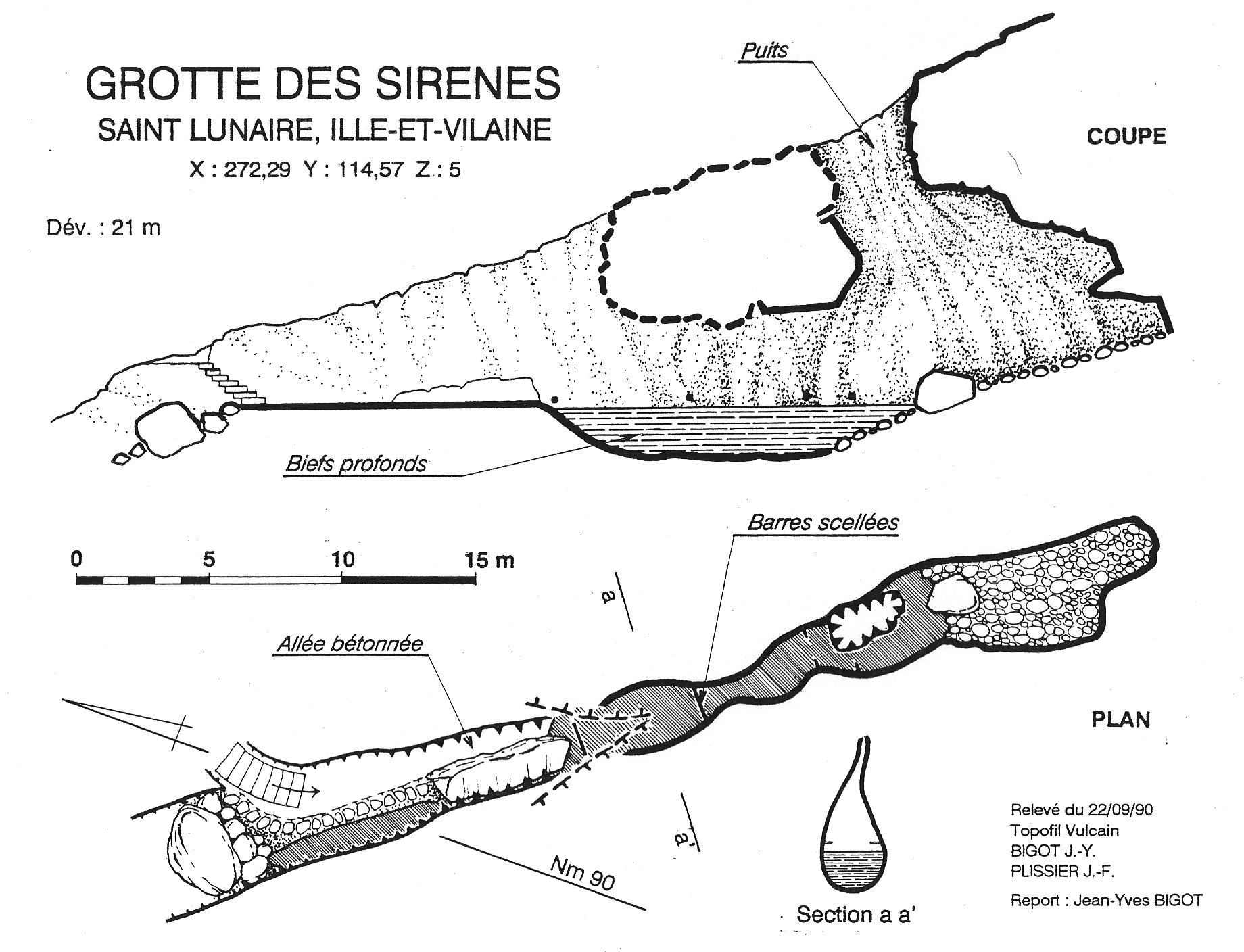
Grotte des Sirenes

## Gemeindepartnerschaft
Mit der britischen Gemeinde Hexham in Northumberland (England) besteht eine Partnerschaft.

## Medien
Die Gemeinde Saint-Lunaire diente 2015 als Schauplatz für das Drama Neuf Jours en Hiver (dt. Neun Tage im Winter) des Regisseurs Alain Tasma.